# Parc d'État de Carolina Beach
Le parc d'État de Carolina Beach est un parc d'État situé dans le comté de New Hanover, en Caroline du Nord (États-Unis). Il est situé près de la ville de Carolina Beach, Caroline du Nord et couvre 3,1 km² (761 acres) de Pleasure Island à l'embouchure du fleuve Cape Fear.

## Histoire
Les indiens du cap Fear vivaient dans et autour de la zone de ce qui est maintenant le Parc d'État de Carolina Beach, avant l'installation des Européens. Occupant principalement le terrain le long du fleuve Cape Fear et ses affluents, la petite tribu est devenue hostile aux premiers colons et, en 1715,  et a participé à une insurrection contre les européens dans la région. Les Indiens de Cape Fear ont été vaincus et ont quitté la région en 1725. Les objets fabriqués de cette tribu, incluant des fragments de poterie, des pointes de flèche et des buttes de coquilles d'huître, ont été trouvés dans la région.
Longtemps les tentatives de colonisation dans la région sont restées infructueuses, surtout en raison des conflits avec les Indiens de Cape Fear. Le pillage, commun dans la région pendant les temps coloniaux, a aussi contribué aux luttes de premiers colons. En 1726, une installation permanente a été établie le long de la partie basse de Cape Fear. Le terrain nouvellement colonisé devint une zone importante pour le commerce lorsque la Couronne britannique a désigné Cape Fear comme un de cinq ports de débarquement officiels. Les produits agricoles et de bois, les magasins navals, l'expédition et le commerce ont formé la base de l'économie.
Sugarloaf, une dune de 50 pieds, est apparu sur les graphiques de navigation dès 1738 et était un repère important pour les pilotes de rivière. La dune fut aussi un point stratégique pendant la Guerre civile quand, dans le cadre de la défense de la Confédération du Port de Wilmington, environ 5 000 troupes ont campé sur ou près de Sugarloaf pendant le siège de Fort Fisher.
Le Parc d'État de Carolina Beach fut créé en 1969 pour préserver l'environnement unique le long de la voie navigable intracôtière. Une portion du terrain a été acquise avec la première dépense publique pour le terrain de parc depuis l'achat de Mont Mitchell en 1916.
Le parc de 3,1 km² (761 acres) est situé sur un triangle de terrain connu comme Pleasure Island, qui est entre l'Océan Atlantique et le fleuve de Cape Fear. Le terrain est devenu une île en 1929 où Snow's Cut a été draguée, en raccordant le Masonboro Sound au fleuve Cape Fear. Snow's Cut, une partie de la voie navigable Intracôtière, fournit le passage intérieur à la circulation de bateau le long de la côte de l'Atlantique.